# Stazione meteorologica di Caprile
La stazione meteorologica di Caprile è la stazione meteorologica di riferimento relativa all'omonima località del territorio comunale di Alleghe.

## Coordinate geografiche
La stazione meteorologica è situata nell'Italia nord-orientale, nel Veneto, in provincia di Belluno, nel comune di Alleghe, in località Caprile, a 1.008 metri s.l.m.

## Dati climatologici
Secondo i dati medi del trentennio 1961-1990, la temperatura media del mese più freddo, gennaio, si attesta a -3,3 °C, mentre quella del mese più caldo, luglio, è di +17,2 °C .
| Alleghe Caprile    | Mesi | Mesi | Mesi | Mesi | Mesi | Mesi | Mesi | Mesi | Mesi | Mesi | Mesi | Mesi | Stagioni | Stagioni | Stagioni | Stagioni | Anno |
| Alleghe Caprile    | Gen  | Feb  | Mar  | Apr  | Mag  | Giu  | Lug  | Ago  | Set  | Ott  | Nov  | Dic  | Inv      | Pri      | Est      | Aut      | Anno |
| ------------------ | ---- | ---- | ---- | ---- | ---- | ---- | ---- | ---- | ---- | ---- | ---- | ---- | -------- | -------- | -------- | -------- | ---- |
| T. max. media (°C) | 2,4  | 6,1  | 9,4  | 13,9 | 18,4 | 21,4 | 23,9 | 23,6 | 21,2 | 15,5 | 7,5  | 2,6  | 3,7      | 13,9     | 23,0     | 14,7     | 13,8 |
| T. min. media (°C) | −9,0 | −7,4 | −3,2 | 1,0  | 5,3  | 9,0  | 10,5 | 10,2 | 7,6  | 2,9  | −1,7 | −6,9 | −7,8     | 1,0      | 9,9      | 2,9      | 1,5  |